# The Little Saleslady
The Little Saleslady (o The Little Girl Behind the Counter) è un cortometraggio muto del 1915 diretto da Edward C. Taylor, basato su una storia di Mark Swan.

## Produzione
Il film fu prodotto dalla Edison Company.

## Distribuzione
Distribuito dalla General Film Company, il film - un cortometraggio in una bobina - uscì nelle sale cinematografiche USA il 16 ottobre 1915.